# Amrakits
Amrakits (in armeno Ամրակից?, in passato Kirov) è un comune dell'Armenia di 572 abitanti (2008) della provincia di Lori.